# 웨양러우구

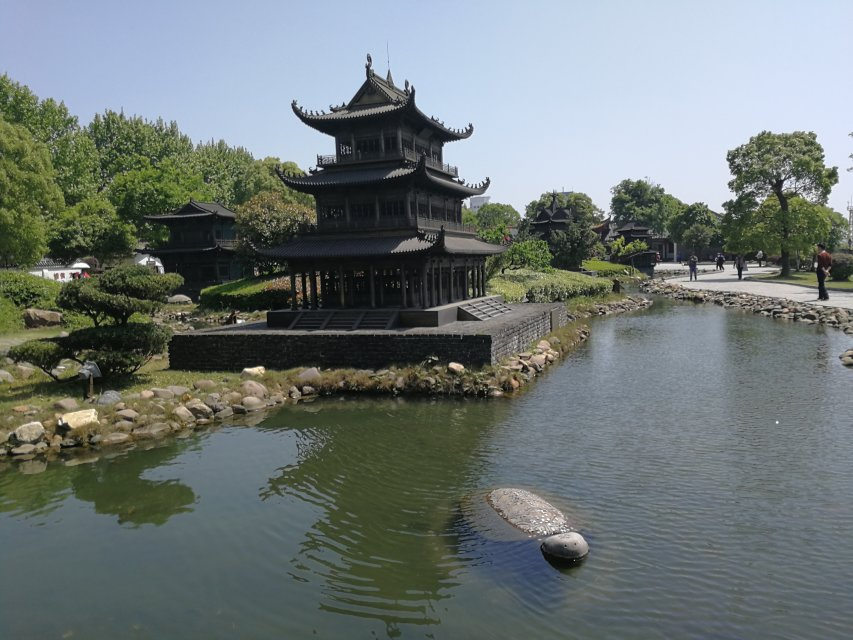

웨양러우구(한국어: 악양루구, 중국어: 岳阳楼区, 병음: Yuèyánglóu Qū)는 중화인민공화국 후난성 웨양 시의 현급 행정구역이다. 넓이는 519km2이고, 인구는 2007년 기준으로 650,000명이다.

## 행정 구역
14개 가도,  1개 향을 관할한다.
- 가도: 岳阳楼街道、吕仙亭街道、东茅岭街道、金鹗山街道、五里牌街道、望岳路街道、城陵矶街道、三眼桥街道、奇家岭街道、枫桥湖街道、洛王街道、洞庭街道、站前路街道、王家河街道
- 향:  郭镇乡,